# Кок, Джон
Джон Кок (англ. John Cocke; 30 мая 1925, Шарлотт — 16 июля 2002, Нью-Йорк) — американский учёный в области информатики, известный своим вкладом в развитие архитектуры компьютера и оптимизации разработки компиляторов. По мнению других, он является «отцом RISC-архитектуры».
Член Национальной академии наук США (1993).

## Биография
Кок поступил в Университет Дьюка, где получил степень бакалавра в области техники в 1946 году и степень доктора философских наук в математике в 1953 году. Отец Джона был президентом энергетической компании Duke Energy и входил в совет попечителей данного университета. С 1956 по 1992 Кок начал свою карьеру в качестве промышленного исследователя машин в IBM.
Проект, в котором его нововведения наиболее хорошо отметили, был мини-компьютер IBM 801, реализация которого противопоставляла архитектурному набору инструкций относительно простые инструкции, производимые, в действительности, компиляторами, что позволило повысить его производительность при низких затратах.
Кок был одним из основателей CYK-алгоритма (алгоритм Кока — Янгера — Касами). Он также участвовал в первых разработках алгоритмов по распознаванию речи и машинному переводу, которые проводились в IBM в 1970—1980 годах, и предложил идею использования триграммной модели языка для распознавания речи. Идея получила одобрение Фредерика Джелинека.

## Награды
- 1985 год — Премия Эккерта — Мокли
- 1987 год — Премия Тьюринга[5]
- 1989 год — Медаль «Пионер компьютерной техники»
- 1991 год — Национальная медаль США за технологию и инновацию
- 1994 год — Национальная научная медаль США[6]
- 1994 год — Медаль Джона фон Неймана
- 1994 год — C&C Prize
- 2000 год — Медаль Бенджамина Франклина